# Li Candareri
Li Candareri, (I candelieri), è un brano musicale dedicato all'evento tradizionale più importante della città di Sassari, può essere considerato il brano che diede inizio alla Canzone popolare sassarese.

## Li Candareri
Ruzzetta aveva composto la canzone nel 1974, in occasione del suo ritorno in città, per una breve vacanza, nel periodo della festa dei Candelieri, ed in quell'occasione decide di non ripartire più. Nel testo il cantautore rivela i motivi della sua decisione (a me fammimi istha in Sassari meu) la sua presa di coscienza della sua identità e del senso di appartenenza alla sua città, per cui a Sassari «non c'è nè il Colosseo nè la Madonnina ma [...] mi sembra di vedere il mondo intero, lasciate passare i Candelieri....».
Durante il funerale dell'autore sono state suonate le note di questa canzone per l'estremo saluto.

## Il 45 giri
Mashtrantoni/Li Candareri, pubblicato nel 1974, è il singolo di esordio del cantautore Ginetto Ruzzetta. 

## Tracce
I brani furono accompagnati dalle chitarre di Albino Ruzzetta e Toni Ruzzetta.
Lato A
- Mashtrantoni, Ginetto Ruzzetta

Lato B
- Li Candareri, Ginetto Ruzzetta